# Senkevichita
La senkevichita és un mineral de la classe dels silicats. Rep el nom en honor de Yurii Alekseevich Senkevich (Choibalsan, Mongòlia, 4 de març de 1937 – Moscou, Rússia, 25 de setembre de 2003) destacat viatger rus, periodista i investigador.

## Característiques
La senkevichita és un silicat de fórmula química CsKNaCa₂TiO[Si₇O18](OH). Va ser aprovada com a espècie vàlida per l'Associació Mineralògica Internacional l'any 2004. Cristal·litza en el sistema triclínic. La seva duresa a l'escala de Mohs es troba entre 5,5 i 6. És l'anàleg amb cesi de la tinaksita.
Segons la classificació de Nickel-Strunz, la senkevichita pertany a «09.DG - Inosilicats amb 3 cadenes senzilles i múltiples periòdiques» juntament amb els següents minerals: bustamita, ferrobustamita, pectolita, serandita, wol·lastonita, wol·lastonita-1A, cascandita, plombierita, clinotobermorita, riversideïta, tobermorita, foshagita, jennita, paraumbita, umbita, sørensenita, xonotlita, hil·lebrandita, zorita, chivruaïta, haineaultita, epididimita, eudidimita, elpidita, fenaksita, litidionita, manaksita, tinaksita, tokkoïta, canasita, fluorcanasita, miserita, frankamenita, charoïta, yuksporita i eveslogita.

## Formació i jaciments
Va ser descoberta a la glacera Dara-i-Pioz, als districtes de la Subordinació Republicana (Tadjikistan). Es tracta de l'únic indret de tot el planeta on ha estat descrita aquesta espècie mineral.